# 普圖庫西山
13°9′20″S 72°32′10″W / 13.15556°S 72.53611°W

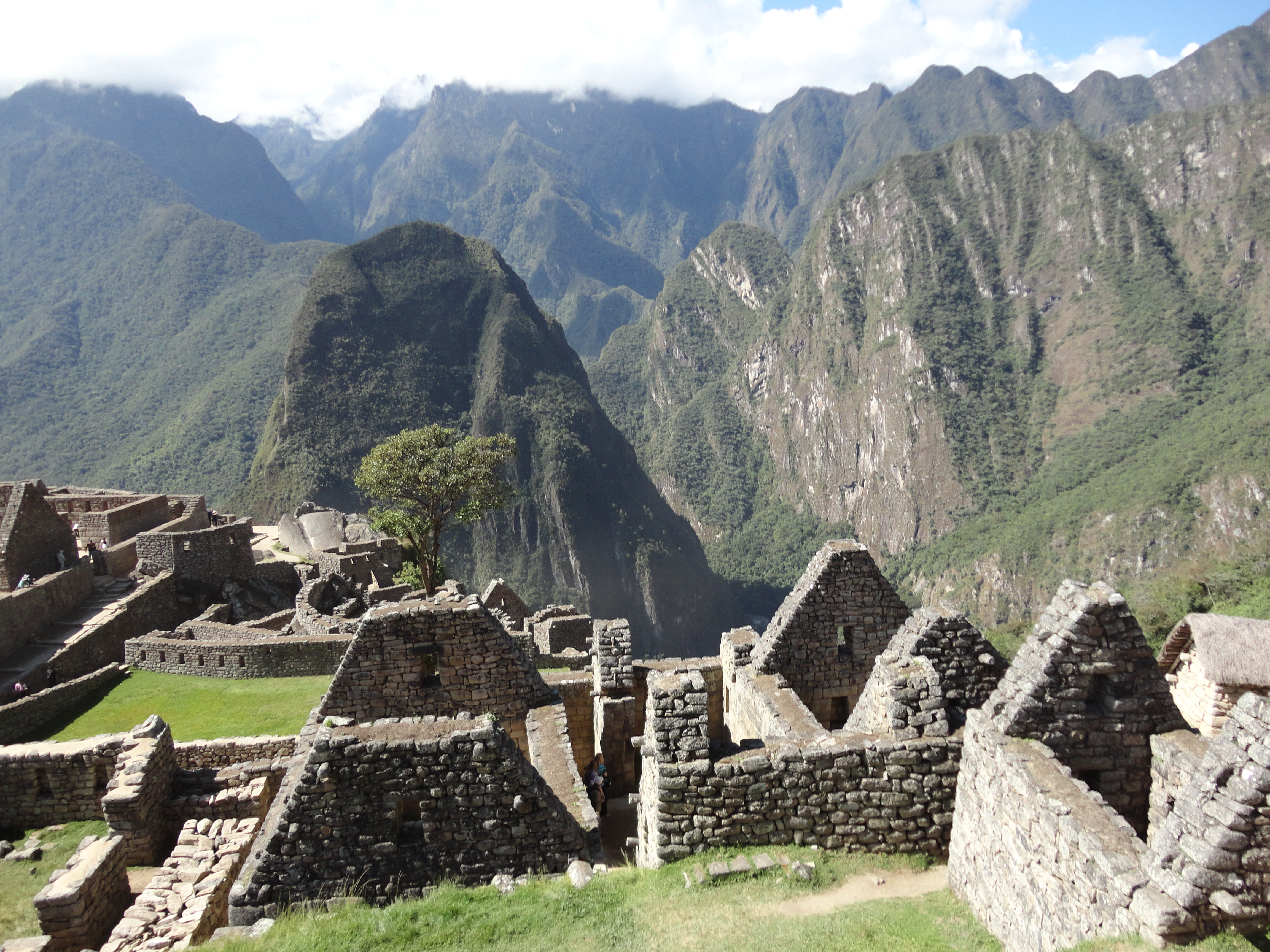

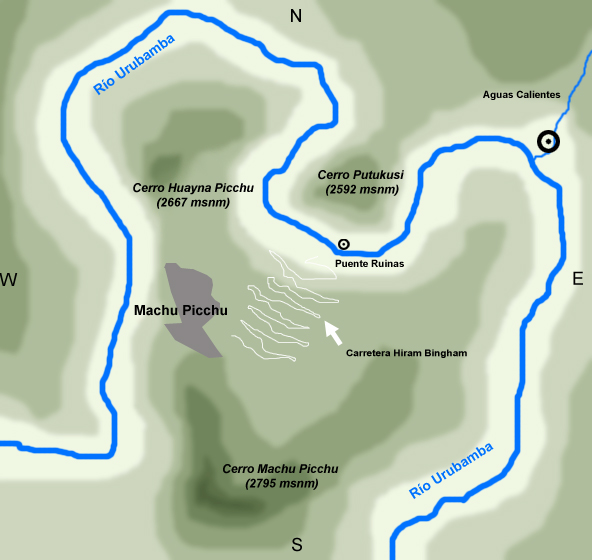

普圖庫西山（西班牙語：Putucusi），是秘魯的山峰，位於該國東南部庫斯科大區，處於烏魯班巴河東南岸，屬於安第斯山脈的一部分，該山峰海拔高度2,560米。